# Debed
Debed také zvaná Debet nebo Debedačaj (arménsky Դեբեդ, gruzínsky დებედა, ázerbájdžánsky Tona) je řeka v Arménii a v Gruzii. Je dlouhá 176 km. Povodí má rozlohu 4080 km².

## Průběh toku
Je to pravý přítok Chrami (povodí Kury).

## Vodní stav
Průměrný průtok vody v ústí činí 30 m³/s.

## Využití
Voda z řeky se využívá na zavlažování.